# لوكاس باباديموس
لوكاس باباديموس (باليونانية: Λουκάς Παπαδήμος) (11 أكتوبر 1947 -)، رئيس وزراء اليونان من 10 نوفمبر 2011  إلى 16 مايو 2012، وهو اقتصادي سبق له تولى منصب محافظ «بنك اليونان» ومنصب نائب رئيس البنك المركزي الأوروبي.
وقد أتى تعيينه رئيسًا للحكومة بعد اتفاق قادة الأحزاب السياسية على تشكيل حكومة ائتلاف سياسي مؤقته لحين إجراء الانتخابات المبكرة وذلك بسبب الأزمة المالية التي تتعرض لها البلاد وقد تؤدي إلى إفلاسها.

## عن حياته
حصل على شهادة الفيزياء من معهد ماساتشوستس للتقنية في الولايات المتحدة، ثم حصل على الماجستير في الهندسة الكهربائية والدكتوراه في الاقتصاد، وانتقل بعد ذلك إلى العمل في هيئة التدريس بجامعة كولومبيا في نيويورك. وفي عام 1980 عين مستشارًا لدى «البنك الاحتياطي الفدرالي» في بوسطن. وعين بعام 1985 بعد عودته إلى اليونان كبيرًا للاقتصاديين في «بنك اليونان»، وفي 26 أكتوبر 1994 عين محافظًا للبنك، وخاض خلال تلك الفترة حملة من أجل اعتماد اليورو كعملة وذلك حتى يحمي الاقتصادات الصغيرة، وتحقق له ذلك في عام 2001، كما إنه عمل في الفترة من عام 1988 إلى 1993 مدرسًا في «جامعة أثينا». وفي 31 مايو 2002 عين نائبًا لرئيس البنك المركزي الأوروبي، وقد استمر في منصبه حتى نهاية عام 2010 وهو الآن رئيس وزراء اليونان.

## روابط خارجية
- لوكاس باباديموس على موقع الموسوعة البريطانية (الإنجليزية)
- لوكاس باباديموس على موقع مونزينجر (الألمانية)